# Талдыкамыс
Талдыкамыс (каз. Талдықамыс) — упразднённое село в Павлодарской области Казахстана. Находилось в подчинении городской администрации Экибастуза. Входило в состав Олентинского сельского округа. Упразднено в 2019 г.
Код КАТО — 552249500.

## Население
В 1999 году население села составляло 74 человека (37 мужчин и 37 женщин). По данным переписи 2009 года, в селе проживал 41 человек (27 мужчин и 14 женщин).